# 宮田吉子
宮田 吉子（みやた よしこ、1929年9月3日−2015年7月3日 ）は、日本のマンドリン指導者。東京都出身。

## 人物・来歴
東京・神田の旅館の娘として生まれる。マンドリンを宮田俊一郎に師事。その後、宮田俊一郎と結婚し、１男２女を設ける。
実の子に対してばかりでなく、東京マンドリン宮田楽団の団員およびミヤタ・マンドリンギター研究所の生徒に対して、我が子のように公私にわたって世話した。

## 音楽活動
1976年に夫の俊一郎が齢50歳で早世すると、周囲の求めに応じて夫君の跡を継ぐ。
まず、俊一郎の父・宮田信義が1917年に創設した東京マンドリン宮田楽団の３代目会長に就く。同時に、マンドリン教室であるミヤタ・マンドリンギター研究所での指導も受け継ぎ、以後長きに渡り後進の育成につとめる。俊一郎が力を注いでいた学生団体等の指導も引き継ぎ、日本大学マンドリンクラブ、相模女子大学マンドリンクラブ、東京女学館短期大学マンドリンクラブの技術顧問等をつとめる。他に、地域の一般マンドリン団体の指導も手掛けた。